# Puszczyk uralski
Puszczyk uralski, sowa uralska (Strix uralensis) – gatunek dużego ptaka drapieżnego z rodziny puszczykowatych (Strigidae), zamieszkujący Eurazję. Nie jest zagrożony.

## Występowanie
Zamieszkuje pas tajgi od Półwyspu Skandynawskiego po pacyficzne wybrzeża wschodniej Azji i Japonię. Wywodzi się z chłodnych rejonów Europy i Azji. Izolowane populacje na północy Karpat, w Starej Płaninie, Niemczech, Czechach, Węgrzech i na południu Alp są uznawane za relikt okresu lodowcowego.
Południowa granica zasięgu przebiega przez lasy Mazur. W Polsce występuje bardzo nielicznie w górach południowo-wschodniej części kraju, w Karpatach m.in. w Gorcach, przedgórzu, na Roztoczu, Zamojszczyźnie i Kielecczyźnie. Niewiele wiadomo na temat zanikającej populacji z Mazur.

## Podgatunki
Obecnie wyróżnia się 9 lub 11 podgatunków, zamieszkujących odpowiednio:
- S. u. macroura Wolf, 1810 – środkowa i południowo-wschodnia Europa
- S. u. liturata Lindroth, 1788 – północna Polska i Skandynawia do północno-zachodniej Rosji
- S. u. uralensis Pallas, 1771 – puszczyk uralski[3] – wschodnia część europejskiej Rosji do zachodniej Syberii
- S. u. yenisseensis – Buturlin, 1915 – środkowa i północno-wschodnia Syberia do północno-zachodniej Wyżyny Mongolskiej
- S. u. daurica Stegmann, 1929 – południowo-środkowa Syberia i północno-wschodnia Mongolia po zachodnie i północne Przyamurze (południowo-wschodnia Syberia) oraz zachodnią i północną Mandżurię (północno-wschodnie Chiny). Takson przez niektórych systematyków włączany do podgatunku nikolskii.
- S. u. nikolskii (Buturlin, 1907) – wschodnie Przyamurze, Sachalin, północno-wschodnie Chiny i Półwysep Koreański
- S. u. japonica (Clark, AH, 1907) – południowe Kuryle, Hokkaido (Japonia)
- S. u. hondoensis (Clark, AH, 1907) – północne Honsiu (Japonia)
- S. u. momiyamae Taka-Tsukasa, 1931 – środkowe Honsiu. Takson wliczany przez niektórych systematyków do hondoensis.
- S. u. fuscescens Temminck & Schlegel, 1850 – zachodnie i południowe Honsiu
- S. u. davidi (Sharpe, 1875) – puszczyk chiński[3] – izolowana populacja w środkowych Chinach. Przez część systematyków bywał uznawany za osobny gatunek.

## Charakterystyka

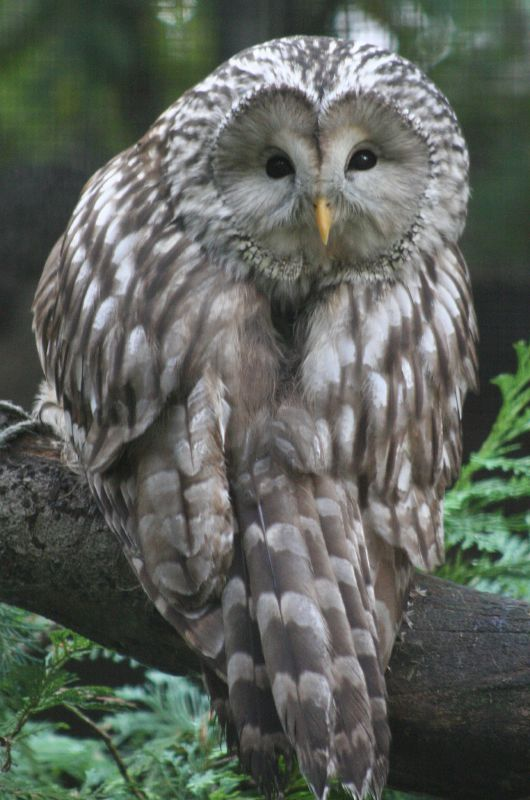
Wyraźnie widoczne prążkowanie na sterówkach i lotkach

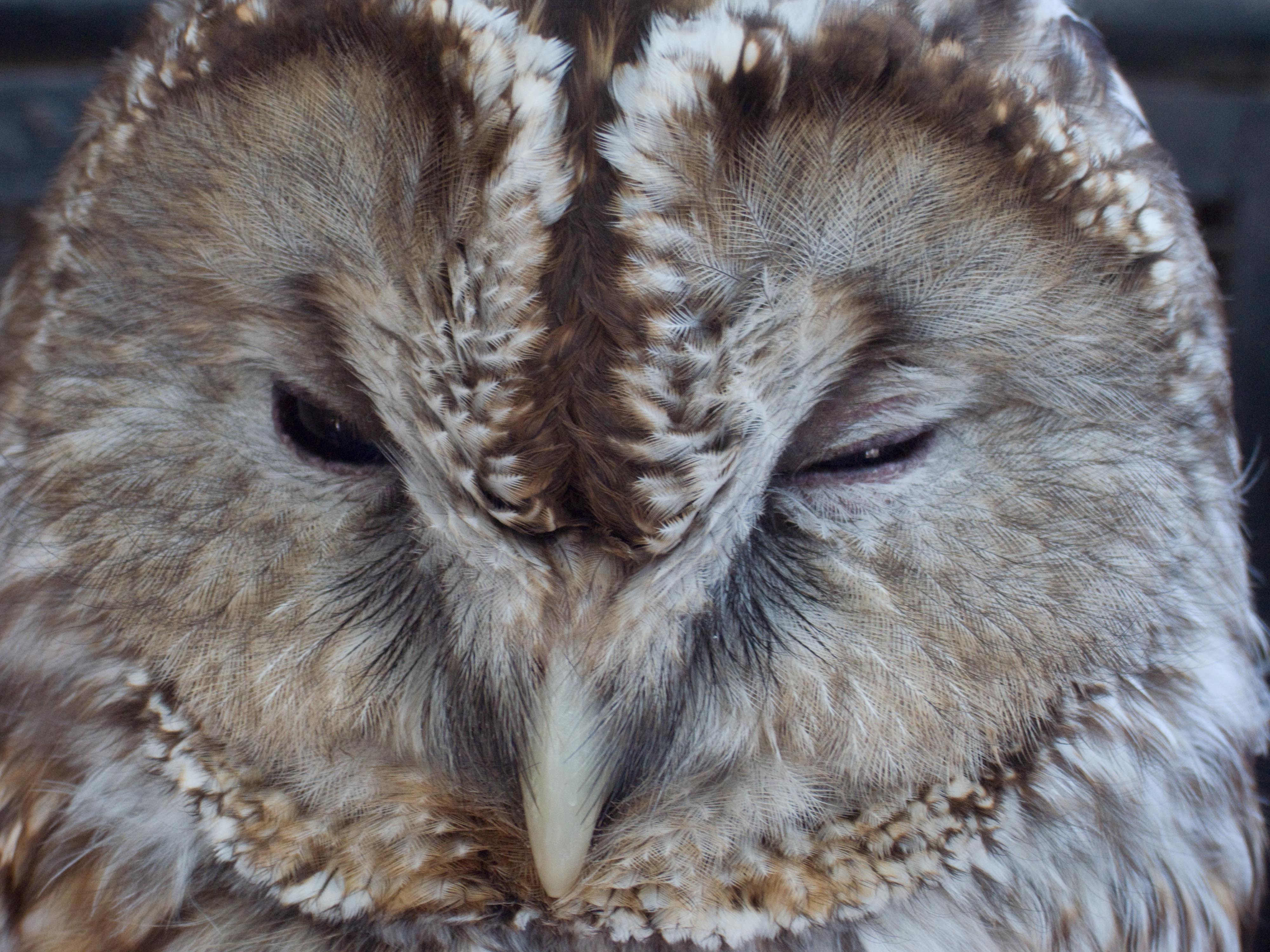
Podgatunek S. u. fuscescens

Wygląd zewnętrznyTo jedna z największych europejskich sów. W upierzeniu brak dymorfizmu płciowego, lecz samice są znacznie większe od samców. Większy od puszczyka, ma dłuższy, silnie prążkowany ogon z pięcioma szerokimi, ciemnymi pręgami. Ubarwienie ogólnie szaro-białe z czarnymi i białymi plamkami oraz czarnym kreskowaniem na spodzie, gdzie nie ma poprzecznych prążków. Szlara szarożółta w kształcie koła, jednobarwna, obwiedziona cienką czarnobrązową linią z czarnymi oczami, służy za cechę rozpoznawczą gatunku. Tworzące ją pióra mają czarne stosiny i szare promienie. Oczy stosunkowo małe, jednolicie czarne. Pióra pokrywające głowę, piersi i brzuch posiadają środkową część w barwie szarobrązowej, na brzegach przechodzą w jasnobrązowe lub białe. Na grzbiecie ciemne plamy są bardziej podłużne, większe i ciemniejsze. Lotki i sterówki w szerokie, poprzeczne pasy barwy szarej i jasnobrązowej. Nogi gęsto opierzone. Młode są podobne do dorosłych, ale mają jaśniejszą, wyraźniej zaznaczoną szlarę. Pierwszy puch ma rdzawy kolor, a drugi wyraźnie ciemno prążkowany.
Występują dwie formy barwne puszczyka uralskiego – białoszara i żółtobrązowa, ale zawsze są jaśniejsze od upierzenia puszczyka. Rozmiarami dorównuje puchaczowi. Od innych dużych sów różni go długi ogon widoczny dobrze w czasie lotu. W przeciwieństwie do puszczyka ma poprzeczne pasy na sterówkach i jasnożółty dziób (u puszczyka szarożółty do zielonkawoszarego).
Rozmiarydługość ciała: ok. 50–62 cm 
rozpiętość skrzydeł: ok. 125–135 cm
Masa ciałasamce ok. 500–900 g, samice ok. 600–1300 g
GłosOdzywa się niemal wyłącznie w nocy, praktycznie przez cały rok. Szczyty aktywności głosowej to luty – kwiecień (sezon lęgowy), kiedy to wydaje głos tak często, że prawie nie milknie, oraz październik – listopad (odbywa się wtedy zajmowanie terytoriów i gniazd). Typowy głos godowy i terytorialny samca to głuche, wielosylabowe pohukiwanie: „hu hu” – 2-3 sekundowa przerwa – „huhu huhuhu”. Może być słyszalny w odległości do 2 km. Prezentując samicy potencjalne miejsce gniazdowania, odzywa się mniej donośnym, dłuższym „huhuhuhu…”, w środkowej części z wyraźnym crescendo. Głos samicy jest ostrzejszy, chrapliwy, zgrzytliwy. Głosy ostrzegawcze puszczyków uralskich podobne są natomiast do psiego szczekania.
ZachowanieAktywny zarówno w nocy, jak i w dzień. Mało płochliwy. W pobliżu gniazda agresywny, odgania intruza głośnym wołaniem i kłapaniem dzioba. Może być niebezpieczny – doprowadzony do ostateczności atakuje szponami, nawet człowieka.
Osiadły, zajmuje swoje terytorium przez cały rok.
Długość życiaOceniana na ponad 20 lat.

## Środowisko
Tajga, na niżu starodrzewy liściaste i rzadziej mieszane o słabo rozwiniętym podszycie, najczęściej w pobliżu wody lub bagien. W górach zajmuje lasy bukowe o bogatej strukturze. Tereny zadrzewione opuszcza rzadko w okresie opieki nad młodymi, ale poza nim tereny otwarte są miejscem łowów, gdzie najczęściej jest widywany.

## Pożywienie
Leśne gryzonie, głównie norniki, karczowniki ziemnowodne i ryjówki, a także drobne oraz średnie ptaki. Zdarza się, że poluje na inne, mniejsze sowy: puszczyki i uszatki, choć ptaki i ich młode nie są jego głównym łupem. Przeważnie wybiera drobniejszą zwierzynę. W latach, kiedy liczebność gryzoni jest mniejsza, ptaki mogą stanowić do 15% pokarmu; łowi wtedy również płazy, a nawet większe chrząszcze. W ciągu roku zmienia swoje preferencje żywieniowe – latem przeważają mniejsze leśne ssaki, a jesienią i zimą częściej chwyta gryzonie przestrzeni otwartych, takie jak norniki zwyczajne i myszy zaroślowe.
Poluje głównie z zasadzki: obserwuje otoczenie siedząc na gałęzi i czatuje na potencjalną ofiarę. Czasami odbywa loty patrolowe nisko nad ziemią, często wzdłuż przecinek i dróg. Chętnie poluje na otwartych przestrzeniach. Potrafi schwytać ofiarę przebywającą pod 20–30 cm warstwą śniegu. Poluje głównie w nocy, od zachodu słońca do północy oraz nad ranem.
Wypluwki mają wymiary około 62 x 25 mm i zawierają średnio 4 ofiary.

## Lęgi

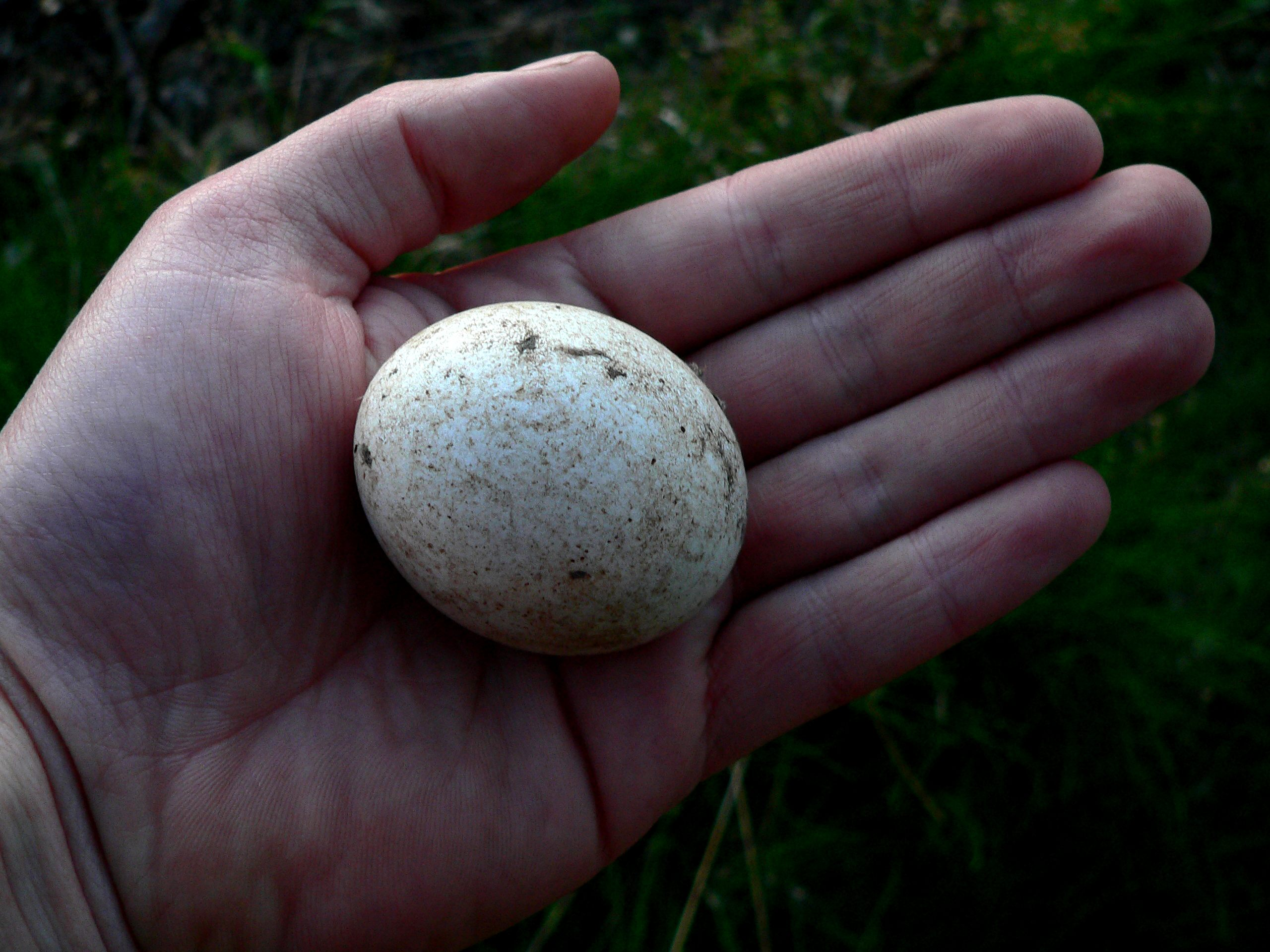
Niezapłodnione jajo z jednego z fińskich lęgów

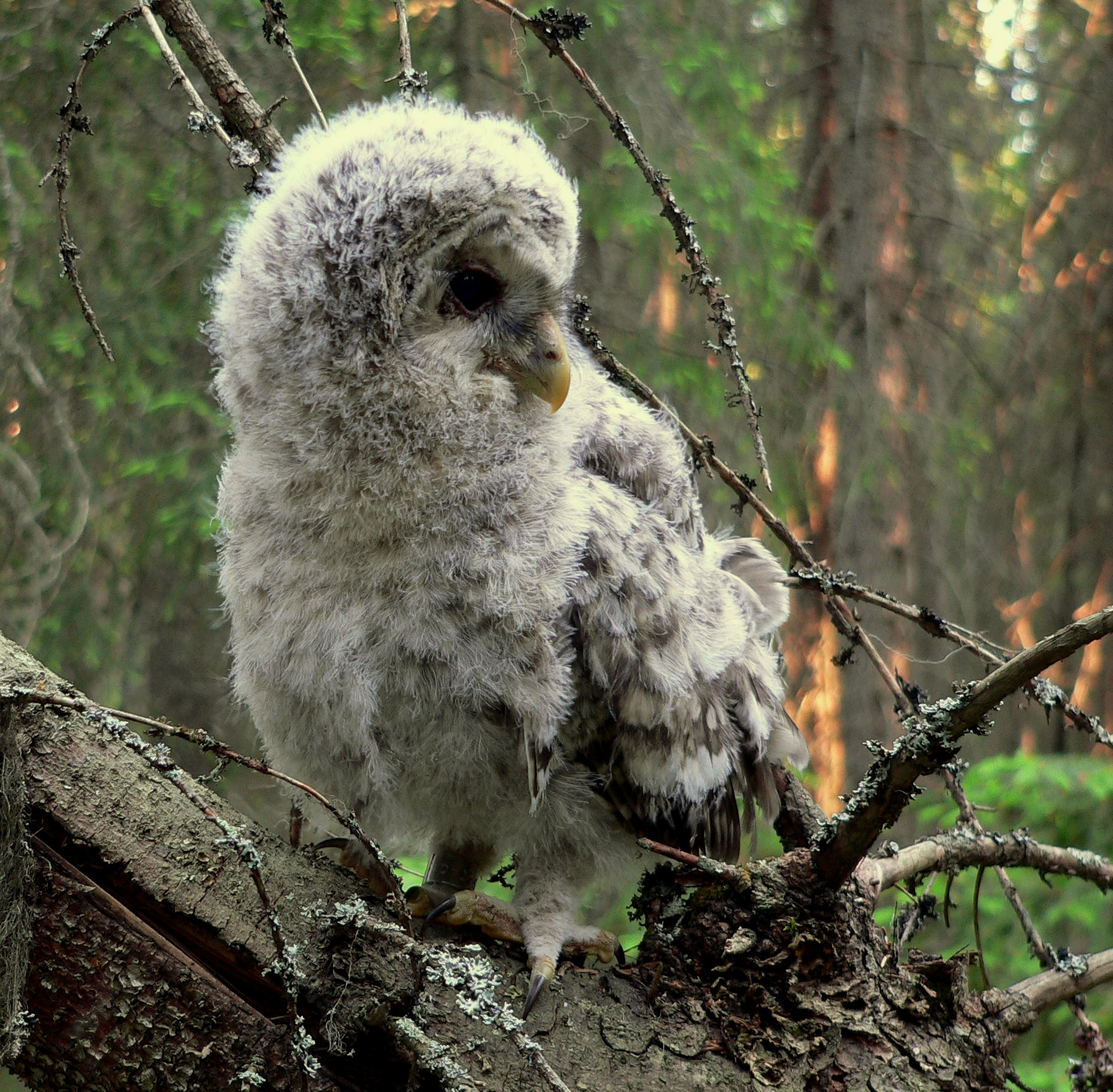
Około 30-dniowe młode w fazie koczowania

Wyprowadza jeden lęg w roku, od lutego do maja. Monogamiczny – ptaki łączą się w pary na całe życie.
Zachowania godoweJuż jesienią puszczyki uralskie kojarzą się w pary, zajmują terytoria i wyszukują odpowiednie miejsca do gniazdowania. Terytorium lęgowe zajmuje powierzchnię zazwyczaj ok. 1 km².
GniazdoW dużej dziupli (preferuje dziuple w szczytowej partii pnia, powstałe po odłamaniu korony drzewa) lub opuszczonym gnieździe ptaków szponiastych, głównie jastrzębia i myszołowa. Gniazdo zakłada w głębi kompleksu leśnego. Może zajmować również skrzynki lęgowe lub gnieździć się na ambonach myśliwskich lub w opuszczonych budynkach.
JajaSkłada 3 do 4 białych jaj w odstępach 2–3 dniowych.
WysiadywanieJaja wysiadywane są przez samicę, od zniesienia pierwszego jaja przez okres 27–29 dni. Również matka zajmuje się głównie wychowywaniem potomstwa. Rolą samca jest dostarczanie pokarmu, choć w miarę dorastania piskląt sam nie jest w stanie zaspokoić zapotrzebowania na pokarm rodziny i zaczyna pomagać mu w tym samica. Rodzice w przypadku ataku napastnika na młode atakują go agresywnie z powietrza.
PisklętaPisklęta klują się nierównocześnie, są ślepe i pokryte puchem. Otwierają oczy w 6–10. dniu życia. Opuszczają gniazdo po około 34 dniach, jeżeli są niepokojone – nawet wcześniej. Nie potrafią wtedy jeszcze dobrze latać, ale sprawnie przeskakują z gałęzi na gałąź i w razie upadku wspinają się na drzewo, wczepiając się w korę pazurami i dziobem oraz pomagając sobie nie w pełni rozwiniętymi skrzydłami. Rodzice opiekują się młodymi jeszcze przez 4–6 tygodni po wylocie, potem stają się one samodzielne, ale jeszcze przez 2–3 miesiące pozostają w terytorium rodziców. Młode osiągają dojrzałość płciową w pierwszym roku życia, ale do lęgów z reguły przystępują dopiero 2–3 lata później. Przez jakiś czas mogą koczować, ale jako w pełni dorosłe ptaki są osiadłe.

## Status i ochrona
Międzynarodowa Unia Ochrony Przyrody (IUCN) uznaje puszczyka uralskiego za gatunek najmniejszej troski (LC – Least Concern) nieprzerwanie od 2000 roku. Liczebność światowej populacji, obliczona w oparciu o szacunki organizacji BirdLife International dla Europy z 2021 roku, mieści się w przedziale 640 000 – 1 052 000 dorosłych osobników. Globalny trend liczebności populacji uznawany jest za stabilny, choć populacja europejska wykazuje trend wzrostowy.
W Polsce objęty ochroną gatunkową ścisłą. Na Czerwonej liście ptaków Polski został sklasyfikowany jako gatunek najmniejszej troski (LC).
W Polsce liczebność puszczyka uralskiego wzrasta w Karpatach i obserwuje się jego ekspansję na Podkarpacie. Dawniej z pewnością gniazdował na północy kraju, w części Pojezierza Mazurskiego, ale obecnie nie ma pewnych informacji o lęgach w tym rejonie. Całkowitą liczebność szacowano na początku wieku na 450–700 par. Nowsze szacunki z lat 2013–2018 mówią o 1300–1800 parach.
Głównymi zagrożeniami dla puszczyka uralskiego mogą być: wyrąb starych drzewostanów, usuwanie dziuplastych drzew, fragmentacja lasów, nielegalny odstrzał. Ze względu na wzrastającą liczebność i ekspansję uważa się, że nie potrzebuje specjalnych zabiegów ochronnych, poza akcjami edukacyjnymi wśród pracowników leśnych i myśliwych, pozostawianiem dziuplastych drzew i ewentualnie wieszaniem budek lęgowych tam gdzie to konieczne.